# Udaipur (Rajasthan)
Pour les articles homonymes, voir Udaipur.
Udaipur ou Oudaïpour (hindi : उदयपुर) est une ville d'Inde située dans l'État du Rajasthan, entourée par les lacs Pichola, Fateh Sagar et Swaroop Sagar. Située à 577 m d’altitude, elle compte 475 654 habitants au recensement de 2011.
La ménagerie du raja d'Udaipur est le lieu de naissance de la panthère Bagheera dans le Livre de la jungle de Rudyard Kipling, sous l’orthographe d'Oodeypore. La ville a servi de décor au Tigre du Bengale de Fritz Lang et à Octopussy de la série des James Bond.

## Patrimoine
- Le City Palace, le palais du Rânâ au bord du lac Pichola. Sa partie la plus ancienne est le Raj Aangan, la cour royale qui date de 1571. Régulièrement agrandi au cours du temps, c’est un enchaînement labyrinthique de palais : Manak Mahal, le palais de rubis, Zenana Mahal, le palais des femmes, Dilkusha Mahal, le palais de la joie, Chini Chitrashala, le salon chinois carrelé de faïences chinoises et hollandaises, Moti Mahal, le palais des perles, Sheesh Mahal, le palais des miroirs… Une partie a été aménagée en hôtel, tandis que le reste est devenu un musée.
- Le Jag Niwas (1754) est un palais d’été construit par Udai Singh II au milieu d'un lac artificiel le lac Pichola. Ce palais est devenu le célèbre Lake Palace Hotel de renommée mondiale que l'on retrouve dans le James Bond Octopussy.
- Le Jag Mandir (1620) est un autre petit palais sur un îlot plus au sud sur lac Pichola.
- Le Jagdish Temple, l’un des plus grands temples dédiés à Vishnou du nord de l’Inde. Construit en 1651 par Jagat Singh, il abrite une représentation du dieu en Jagannâtha, seigneur de l’univers.
- Le Saheliyon-ki-Bari, le jardin aux fontaines
- Le Sajjan Garh (Palais de la mousson) est un palais d'été et un pavillon de chasse construit à la fin du XIXe siècle, à partir de 1884 par Fateh Singh sur une colline de la chaîne des Aravalli qui entoure la ville.
- Les 250 cénotaphes royaux des maharadjahs du Mewar érigés à Ahar, à deux kilomètres à l'est d'Udaipur.

## Galerie

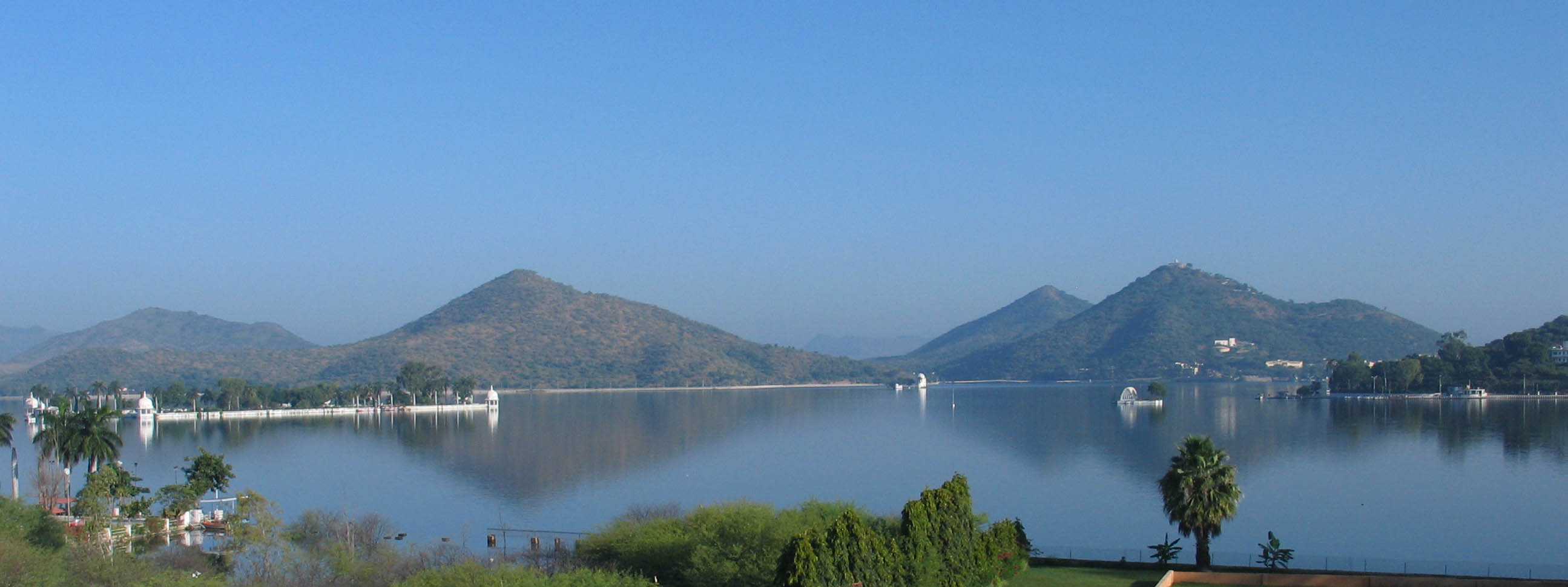
Le lac Fateh Sagar
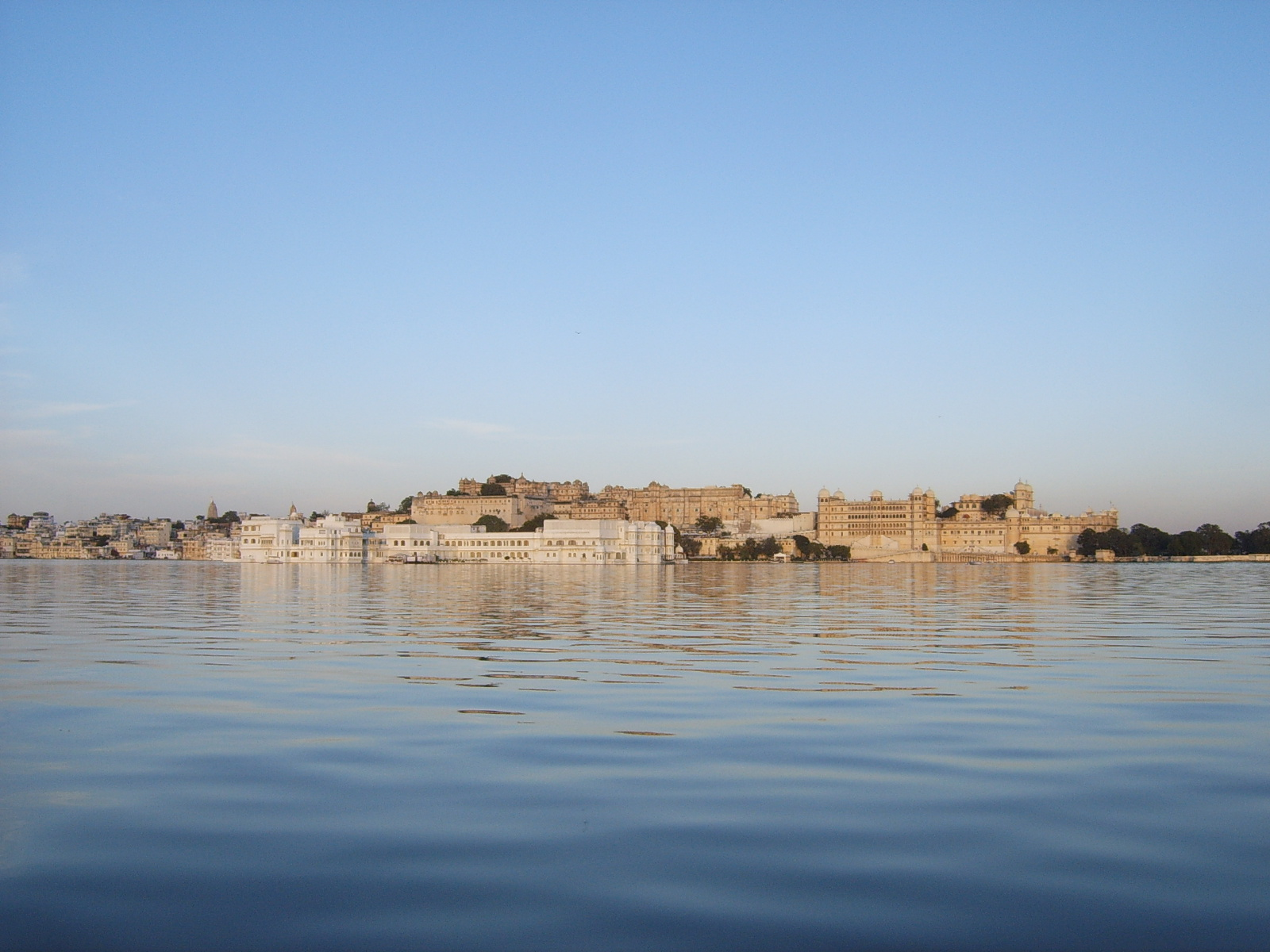
Au premier plan, le Lake Palace Hotel et à l'arrière-plan, le City Palace
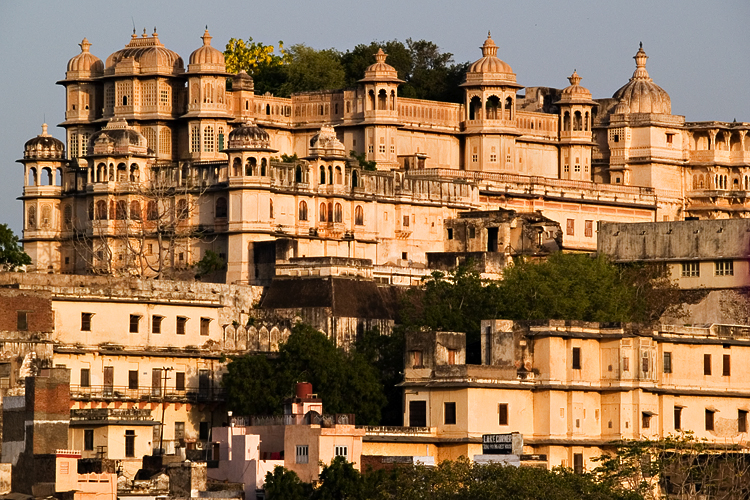
Le City Palace
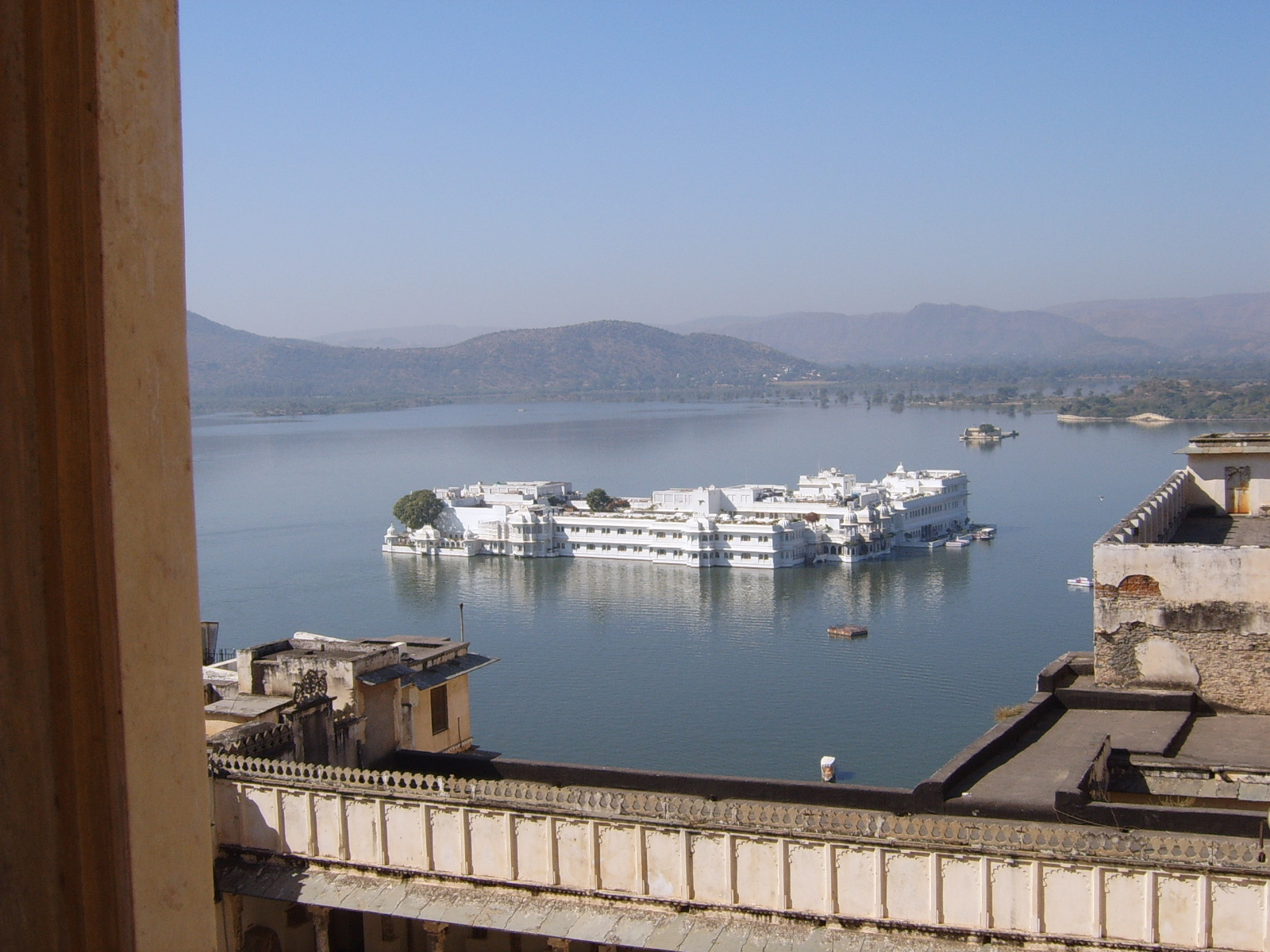
Le Jag Niwas devenu le Lake Palace Hotel sur le lac Pichola
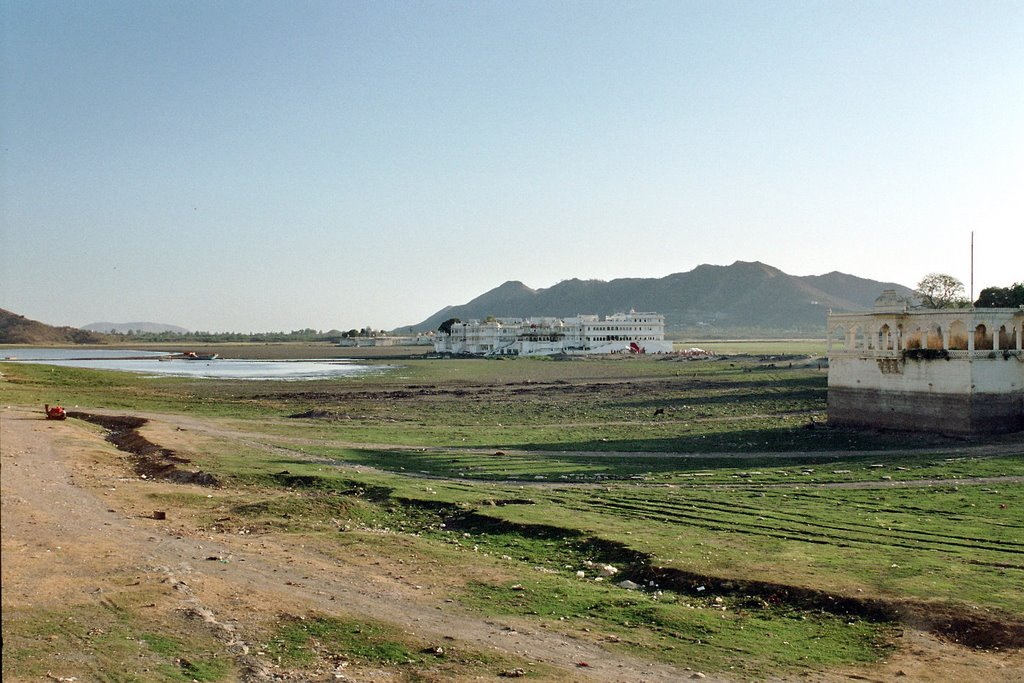
Après des années sans mousson, le lac Pichola est à sec.
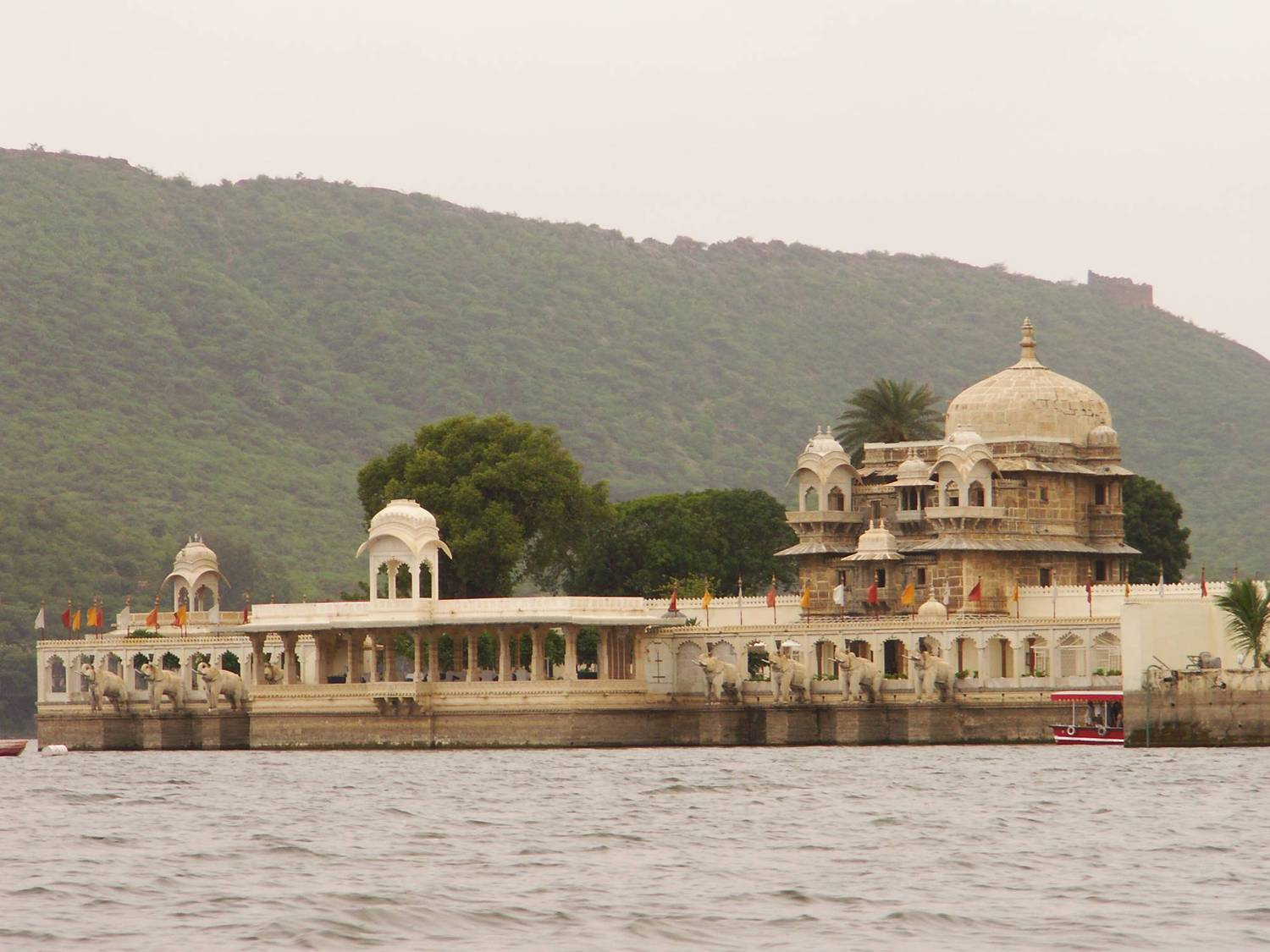
Le Jag Mandir sur le lac Pichola
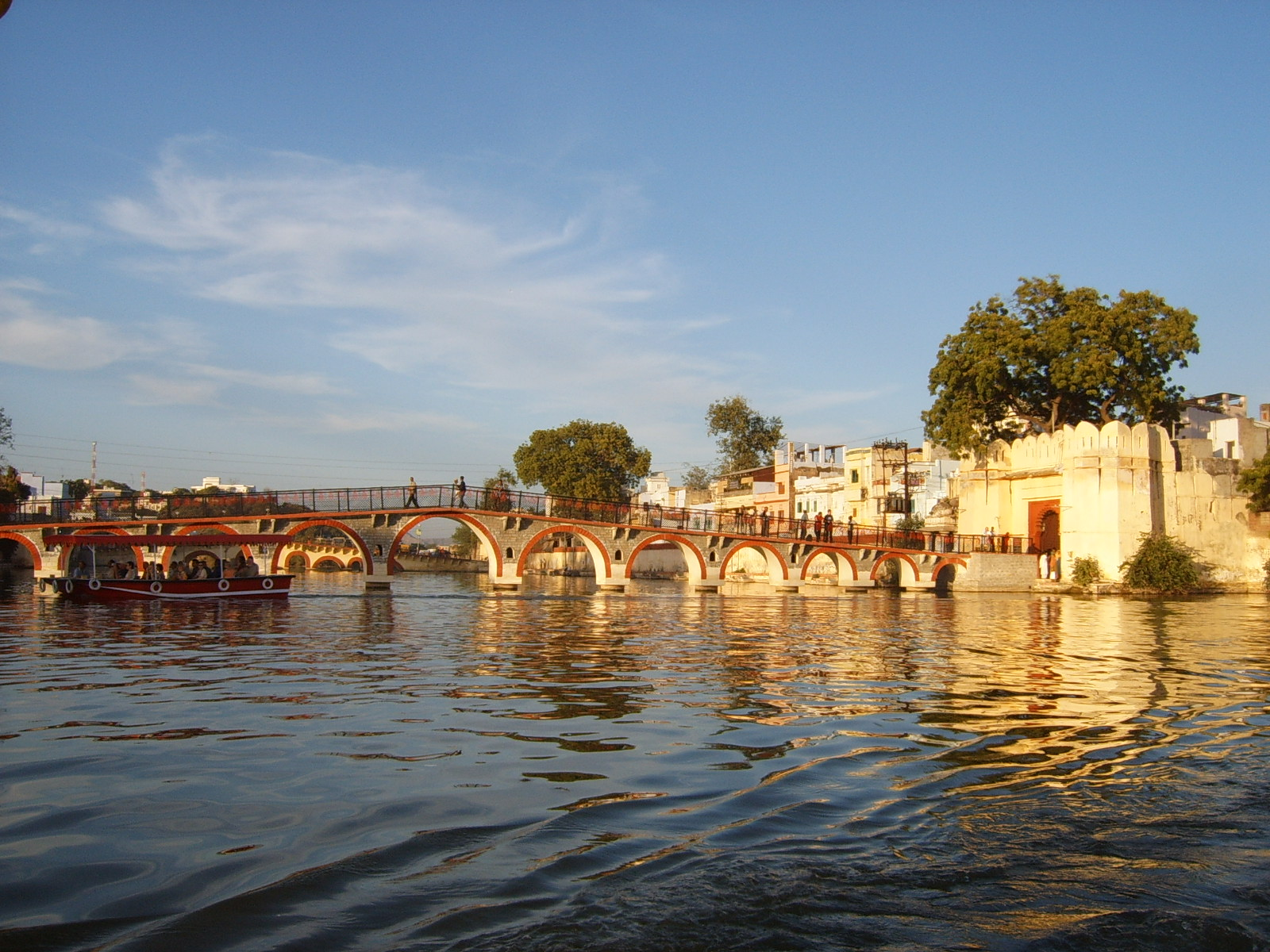
Pont sur le lac
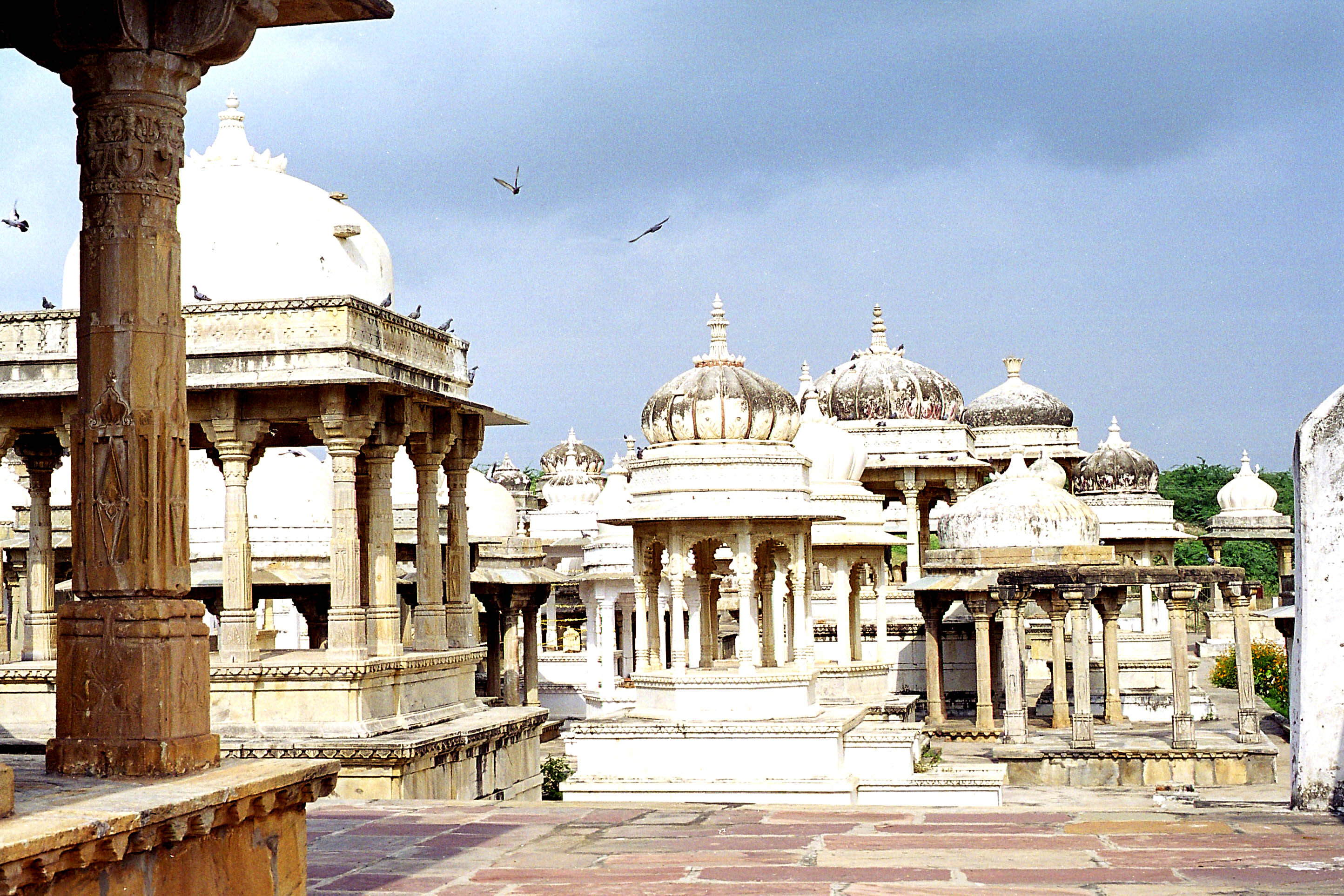
Cénotaphes des mahârâjas du Mewâr à Ahar
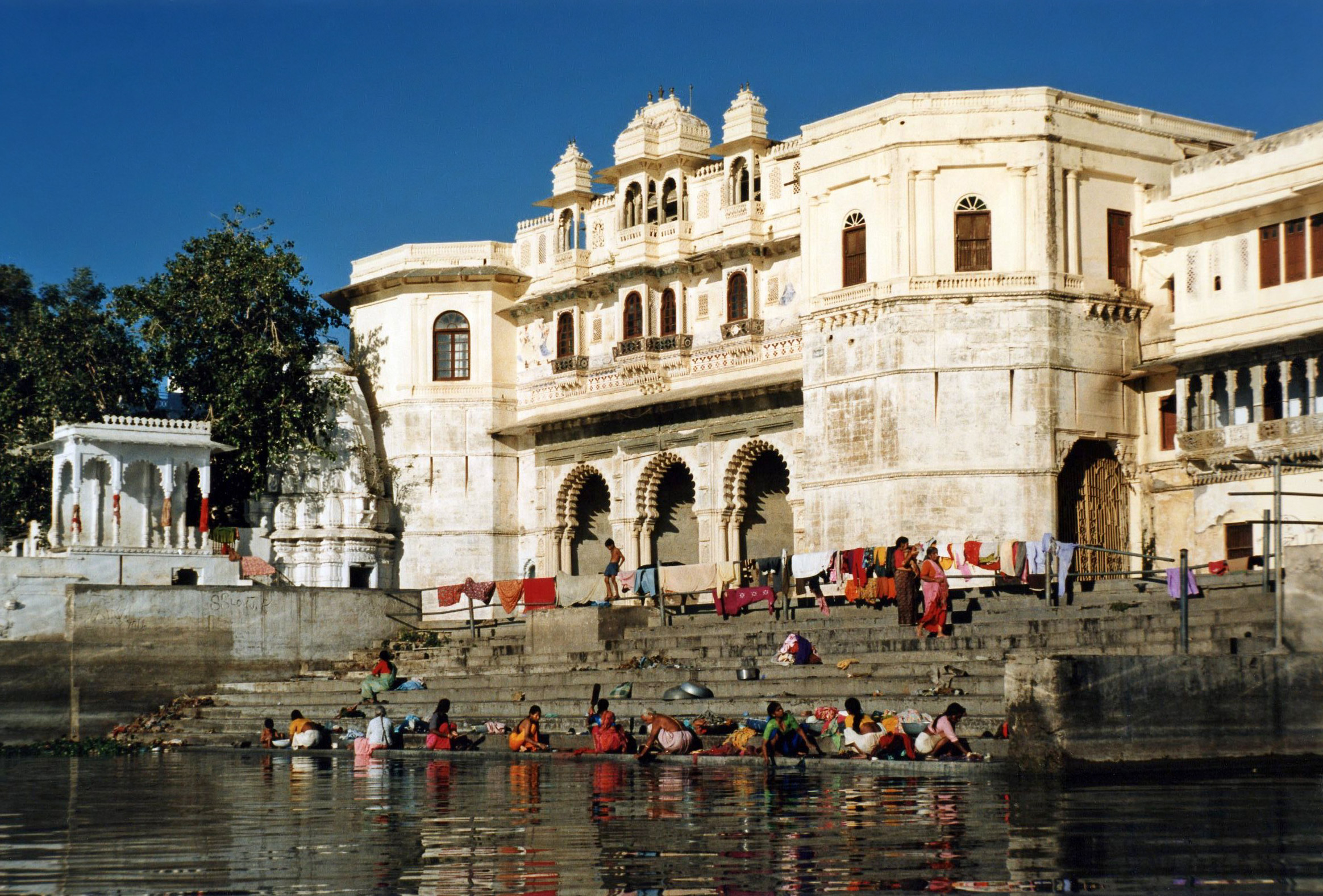
Ghats sur le lac Pichola